# Danny Whitten
Danny Whitten (Daniel Ray Whitten) (8. května 1943 Columbus, Georgie, USA – 18. listopadu 1972 Los Angeles, Kalifornie, USA) byl americký hudebník, který je známý svým působením v kapele Crazy Horse. Mezi jeho nejznámější písně patří „I Don't Want To Talk About It“, „Everything but the Girl“.
Dannyho rodiče se rozvedli, když byl malý, se svou sestrou Brendou žili s matkou, která pracovala jako servírka. V době, kdy bylo Dannymu 9 let, se jeho matka znovu provdala a celá rodina se přestěhovala do Ohia.

## Hudební začátky
Whitten se připojil k Billy Talbotovi a Ralphu Molinovi ve skupině Danny and the Memories. Po natočení singlu „Can't Help Loving That Girl of Mine“ se jádro
kapely přesunulo do San Francisca a přejmenovali se na The Psyrcle, žánrově tíhnoucí k folku a psychedelickému rocku. Whitten hrál na kytaru, Molina na bicí a
Talbot hrál na basovou kytaru a piáno.
Další změna nastala v roce 1967, kdy do kapely přichází bratři George a Leon Whitseel a také houslista Bobby Notkoff, šestičlenná kapela změnila název na The Rockets.
Podepsali smlouvu s nezávislým vydavatelstvím White Whale Record a v půlce roku 1968 natočili eponymní album, které produkoval Barry Goldberg. Komerčně bylo však
velmi málo úspěšné.

## Spolupráce s Neilem Youngem
Neil, po nedávném odchodu z Buffala Springfield a po vydání své první sólové desky začal s The Rockets jammovat a projevil zájem natočit desku s Whittenem,
Molinou a Talbotem. Trio souhlasilo. Pozměnil se název nejdříve na návrh Younga – „War Babies“ a později na Crazy Horse.
Nahrávání přineslo album s názvem Everybody Knows This Is Nowhere vydané jako Neil Young with Crazy Horse. Whitten hraje doprovodnou kytaru ve skladbách „Down by the River“, „Cowgirl in the Sand“ a ve skladbě „Cinnamon Girl“, kde také společně s Youngem zpívá. Právě těmto třem písním je připisován velký vliv na
vznik hudebního žánru grunge, který se formoval na přelomu osmdesátých a devadesátch let. Neil sám tyto písně hraje i nadále na svých koncertech.

## Drogová závislost
Whitten začal užívat heroin a brzy se stal silně závislým. Při natáčení Youngova sólového alba After the Gold Rush byla právě díky Whittenovy závislosti
zrušena část nahrávání a deska dotočena v Youngově domácím studiu v Topanga Canyon. Whitten hraje na After the Gold Rush pouze v písních „Oh Lonesome Me“,
I Believe in You“ a „When You Dance I Can Really Love“. Během této doby Neil napsal píseň „The Needle and the Damage Done“, ve které lze nalézt odkazy na
Whitennovu závislost.
V roce 1970 Crazy Horse (bez Younga) získávají smlouvu na nahrání desky, která vychází na začátku roku 1971. Debutové album s pěti Whittenovými písněmi,
z nichž jedna je ve spolupráci s Neilem: „(Come on Baby Let's Go) Downtown“), později se také objevila na Youngově albu Tonight's the Night. Balada „I don't Want To Talk About It“, která je také na albu, je Whttenovou nejznámější písní.

## Úmrtí
Whitten byl vyhozen pro těžkou závislost z Crazy Horse, Talbot a Molina našli za Whittena náhradu a v roce 1972 vydávají dvě alba v novém složení. V říjnu 1972 byl Whitten pozván Youngem jako doprovodný kytarista na nadcházející turné k albu Harvest. Během zkoušení s kapelou u Younga v San Franciscu se Whitten nedokázal s kapelou sehrát. 18. listopadu mu Neil dal 50 dolarů a letenku zpátky do Los Angeles. V noci, ještě téhož dne Whitten umírá na smrtící kombinaci valia a alkoholu.
Young vzpomíná, „Zkoušeli jsme s ním, ale nešlo to. Nebyl schopen si nic zapamatovat. Byl mimo, uplně mimo. Musel jsem mu říct, aby se vrátil do L.A. To není happening tohle, potřebuješ se dát dohromady.“ Řekl jen, „Nemám kam jít, a co mam komu vykládat?“ a odešel. Tu noc mi volal koroner a řekl mi o Dannyho smrti. To mě odrovnalo, hodně odrovnalo, citíl jsem odpovědnost, za to co se stalo. Navíc bylo přede mnou velké turné, byl jsem hodně nervozní… nejistý.
O několik let později Young řekl životopisci Jimmy McDonoughovi, že dlouho dobu cítil odpovědnost za Dannyho smrt, trvalo mu několik let než se přestal obviňovat. „Danny byl nešťastný“ řekl Young. „Všechno se to na něj navalilo, drogy ho pohltily. To bylo dost zlý, protože Danny toho mohl ještě hodně ukázat, byl opravdu skvělej.“

## Diskografie
- Surfin' Granny, 'A' Side. Mirror Mirror, 'B' Side. Danny and the Memories, Single, Liberty label 1963 (Not Released)
- Can't Help Loving That Girl of Mine, 'A' Side. Don't Go, 'B' Side. Danny and the Memories, Single, Valiant label 1964
- Baby Don't Do That, 'A' Side. 'B' Side, Unknown. The Psyrcle, Single, Loma label 1966 (Not Released)
- The Rockets, The Rockets, Album, White Whale label, 1968
- Hole In My Pocket, The Rockets, Single, White Whale label, 1968 (Promotional release only)
- Everybody Knows This Is Nowhere, Neil Young and Crazy Horse, Album, Reprise label 1969
- After the Gold Rush, Neil Young, Album, Reprise label 1970
- Crazy Horse, Crazy Horse, Album, Reprise label 1971
- Dirty Dirty 'A' Side, Beggar's Day 'B' Side, Crazy Horse, Single, Reprise label 1971
- Downtown 'A' Side, Dance Dance Dance 'B' Side, Crazy Horse, Single, Reprise label 1971
- Hole In My Pocket on Blast From My Past, Barry Goldberg, Album, Buddah label 1971
- Tonight's the Night, Neil Young, album, Reprise 1975 (posthumous)
- Gone Dead Train: The Best of Crazy Horse 1971–1989 Crazy Horse, Album Reprise label 2005
- Scratchy: The Complete Reprise Recordings, Crazy Horse, Album Reprise label 2005
- Live at the Fillmore East Neil Young & Crazy Horse, Album, Reprise 2006 (recorded 1970)

## Písně napsané Whittenem
- „Dance To The Music On The Radio“ (D Whitten/B Talbot)
- „Dirty, Dirty“ (D Whitten)
- „(Come On Baby Let's Go) Downtown“ (D Whitten/N Young)
- „Hole in My Pocket (The Rockets song)“ (D Whitten) 1958 single, produced Barry Goldberg, rerecorded by the Barry Goldberg Reunion
- „I Don't Need Nobody (Hangin' Round My Door)“ (D Whitten)
- „I Don't Want to Talk About It“ (D Whitten)
- „I'll Get By“ (D Whitten)
- „Let Me Go“ (D Whitten)
- „Look at All the Things“ (D Whitten)
- „Love Can Be So Bad“ (D Whitten/L Vegas)
- „May“ (D Whitten/B Talbot)
- „Mr Chips“ (D Whitten)
- „Oh Boy“ (D Whitten)
- „Wasted“ (D Whitten/L Vegas/P Vegas)
- „Whatever“ (D Whitten/B Talbot)
- „Won't You Say You'll Stay“ (D Whitten)